# Джаффи, Ал
Аллан Джаффи (при рождении Эйбрахам Джаффи (англ. Abraham Jaffee); 13 марта 1921, Саванна, Джорджия — 10 апреля 2023, Манхэттен, Нью-Йорк) — американский карикатурист. Он был известен своей работой в сатирическом журнале Mad, в том числе своей торговой маркой Mad Fold-in. Джеффи был постоянным автором журнала в течение 65 лет и является его самым продолжительным автором. В интервью 2010 года Джаффи сказал: «Серьёзные люди моего возраста мертвы».
За свою карьеру с 1942 по 2020 год Джаффи занесён в Книгу рекордов Гиннеса за самую долгую карьеру художника-комика. За полвека с апреля 1964 года по апрель 2013 года был опубликован только один выпуск Mad без новых материалов Джаффи.
В 2008 году Джаффи был удостоен награды Reuben Awards как карикатурист года. Карикатурист из New Yorker Арнольд Рот сказал: «Эл Джаффи — один из величайших карикатуристов нашего времени». Создатель Peanuts Чарльз М. Шульц писал: «Ал может нарисовать что угодно».

## Ранний период жизни
Родился 13 марта 1921 года в Саванне, штат Джорджия, в семье Милдред и Морриса Джаффи, был старшим из четырёх сыновей. Его родители были еврейскими иммигрантами из Зарасая, Литва. Отец работал менеджером в универмаге в Саванне. В 1927 году Милдред с согласия Морриса забрала своих четверых сыновей обратно в Зарасай. Через год Моррис забрал семью обратно в Соединённые Штаты. Ещё через год Милдред забрала детей обратно в Литву, а потом ещё через четыре года Моррис забрал троих старших сыновей обратно в США, где они жили в Фар-Рокауэй, Куинс. Младший сын вернулся в США в 1940 году. Милдред предположительно погибла после нацистского вторжения. Джаффи учился в Высшей школе музыки и искусства в Нью-Йорке в конце 1930-х годов вместе со своим братом Гарри и будущими сотрудниками Mad Уиллом Элдером, Харви Курцманом, Джоном Северином и Эл Фельдштейном.

## Личная жизнь
Джаффи женился на Рут Алквист в 1945 году, у них было двое детей, Ричард и Дебби. Они развелись в 1967 году. После развода Гейнс предоставил Джаффи студию в офисе Mad.
Его старший младший брат Гарри Джаффи (1922—1985), также обладавший художественным талантом, долгое время боролся с различными болезнями — какое-то время он был привязан к Бельвю. В то время Гарри жил с Джаффи. После развода Джаффи снял две квартиры на Манхэттене, одну для себя, а другую рядом для Гарри. Джаффи также нанимал его с 1970 по 1977 год, чтобы он делал детали фона и надписи. Гарри ушёл после повторного брака Джаффи.
В 1977 году Джаффи женился на Джойс Ревенсон, вдове. Они жили на Манхэттене, летом жили в Провинстауне, штат Массачусетс, а зимовали в Пуэрто-Вальярта, Мексика. Джойс умерла в январе 2020 года.
Джаффи умер от отказа органов 10 апреля 2023 года в больнице Манхэттена. Ему было 102 года.